# クリュアス原子力発電所
クリュアス原子力発電所（クリュアスげんしりょくはつでんしょ、フランス語：Centrale nucléaire de Cruas）は、フランス共和国アルデシュ県クリュアス（fr:Cruas）とメッス（fr:Meysse）の間に所在する原子力発電所。施設はローヌ川の西岸にあり、モンテリマールから北へ7km、ヴァランスから南へ30kmに位置している。

## 概要
クリュアス原子力発電所は1976年から建設工事が始まり、1984年に1号機の商業運転を皮切りに合計4基が稼働する。本発電所はローヌ＝アルプ地域圏の電力需要の40％を供給している。敷地面積148ヘクタールで約1,200人の従業員が働いている。
1991年、フランス電力公社（当時）とアルデシュ県一般評議会は生態学をモチーフにした壁画の作成を決定した。高さ155m、面積13,500平方メートルの壁面に、国立高等美術学校卒業生のジャン＝マリー・ピエレによって描かれる。4基の冷却塔には1基あたり9人の登山家の援助を受けた。フレスコ画は水と空気を元型としみずがめ座を形作る。1991年11月15日に開始され、その当時は世界最大のフレスコ画であった。ジャン＝マリー・ピエレの作品は15センチメートル四方のタイルを60万枚使用し、8,000時間の作業時間と基本となった3色4,000リットルの塗料を使用した。
1999年1月28日、作業員2人の避難の結果として放射性物質が排出された。この事故は国際原子力事象評価尺度レベル1に分類された。2004年初頭には定期検査で地下施設からトリチウムを検出した。NGO団体「CRIIRAD」はアルデシュ県一般評議会議長に詳細を要求し、クリュアス＝メッス地方情報評議会議長も事態の再現を防ぐため、規制するため所内にピエゾメーターの設置を実現させる。
2009年12月2日、フランス電力は4基の原子炉のいずれかに接続している冷却系に事故が発生したと推定した内部緊急計画を発動する。事態は原子炉冷却システムで使用する冷却水をローヌ川から取水していたが、破片など異物混入のため冷却水の取水が中断される。原子力安全局は事態解決後に内部緊急計画を解除し国際原子力事象評価尺度レベル2に分類した。この事件は「冷却源全損失」を呼ばれた。
2011年8月2日から3日の深夜にマグニチュード4.5の地震が発生した。震源は発電所から南西30kmの地点であった。2011年12月5日、環境保護団体グリーンピースの活動家2人が所内に侵入し、活動家は所内の様子を1日がかりでビデオ撮影し、警備体制の脆弱性を示した。

### 原子炉の特性
各原子炉の特性は以下のとおり。
| 原子炉名 | 格納容器形式 （原子炉形式） | 容量（MW）        | 容量（MW）      | 容量（MW）      | 運用者       | 建造者     | 建設開始   | 送電網接続運転開始 | 営業運転開始 | 原子炉の運転終了 |
| 原子炉名 | 格納容器形式 （原子炉形式） | 炉心熱出力（MWt） | 定格出力（MWe） | 平均出力（MWe） | 運用者       | 建造者     | 建設開始   | 送電網接続運転開始 | 営業運転開始 | 原子炉の運転終了 |
| -------- | --------------------------- | ----------------- | --------------- | --------------- | ------------ | ---------- | ---------- | ------------------ | ------------ | ---------------- |
| Cruas- 1 | CP2 (PWR)                   | 2785              | 956             | 915             | フランス電力 | フラマトム | 1978年8月  | 1983年4月          | 1984年4月    |                  |
| Cruas- 2 | CP2 (PWR)                   | 2785              | 956             | 915             | フランス電力 | フラマトム | 1978年11月 | 1984年9月          | 1985年4月    |                  |
| Cruas- 3 | CP2 (PWR)                   | 2785              | 956             | 915             | フランス電力 | フラマトム | 1979年4月  | 1984年5月          | 1984年9月    |                  |
| Cruas- 4 | CP2 (PWR)                   | 2785              | 956             | 915             | フランス電力 | フラマトム | 1979年10月 | 1984年10月         | 1985年2月    |                  |